# Tomasz Szczypiński
Tomasz Szczypiński, né le 22 septembre 1953 à Cracovie, est un homme politique polonais. Il a été élu au Parlement national Polonais le 25 septembre 2005, réunissant 7 399 votes à Cracovie. Il est membre du parti politique Plate-forme civique.